# 黒谷川 (板野町)
黒谷川（くろだにがわ）は、徳島県板野郡板野町を流れる吉野川水系の河川である。

## 地理
板野町黒谷にある鉢伏山の水源から、同町を南流、那東地区で流れを東に変えて旧吉野川へ合流する。上流部には四国八十八箇所霊場第4番札所の大日寺があり、遍路道と並行しながら流れている。

## 支流
- 磯尾谷川
- 泉福寺谷川
- 松谷川
- 犬伏谷川
- 唐ノ口谷川

## 主な橋梁
- 黒谷橋 - 徳島県道12号鳴門池田線
- 黒谷川大橋 - 徳島県道122号板野川島線

## 流域の主な施設
- 大日寺 - 四国八十八箇所霊場第4番札所
- 板野町立板野西小学校